# William Ellery Leonard
William Ellery Leonard (geboren am 25. Januar 1876 in Plainfield, New Jersey; gestorben am 22. Mai 1944 in Madison, Wisconsin) war ein amerikanischer Literaturwissenschaftler, Schriftsteller und Dichter.

## Leben und Werk
Leonard, Sohn eines unitarischen Geistlichen, studierte zunächst an der Boston University (B.A. 1898), wo er sich vor allem auf antike Literatur spezialisierte, später an der Harvard University (M.A. 1899). Nach einem Graduiertenstudium an den Universitäten Bonn und Göttingen promovierte er 1904 an der New Yorker Columbia University mit einer Arbeit über den Einfluss Byrons auf die amerikanische Literatur. 1906 erhielt er eine Lehrstelle an der University of Wisconsin in Madison, wo er bis zu seinem Lebensende blieb und Literatur lehrte. Leonard litt seit seiner Kindheit an Agoraphobie. Mit zunehmendem Alter verstärkte sich diese Störung noch, so dass Leonard sich nur noch in der unmittelbaren Umgebung seines Hauses und des Universitätscampus bewegte; in den letzten Jahren seines Lebens hielt er Vorlesungen nur noch in seiner Wohnung ab. Als exzentrischer, aber gutherziger Mann erfreute er sich unter Studenten enormer Beliebtheit. Zu diesen zählte unter anderem Leslie Fiedler, den er 1939–1941 als Doktorvater betreute.
1909 heiratete er Charlotte Freeman, die Tochter seines Vermieters und vorgesetzten Professors C.F. Freeman; doch kurz nach dem Tod ihres Vaters nahm sich Leonards Braut am 4. Mai 1910 das Leben. Dieses tragische Erlebnis erschütterte Leonard zutiefst, und er begann, die Ereignisse, die zu ihrem Selbstmord führten, in Gedichten zu verarbeiten, 1922 erschienen sie unter dem Titel Two Lives. Dieser Zyklus von 250 Sonetten wurde von führenden zeitgenössischen Kritikern wie Henry L. Mencken in den höchsten Tönen gelobt; der Dichter Stephen Vincent Benét erklärte es gar zum besten amerikanischen Gedicht des 20. Jahrhunderts.
Schon vor dem Druck von Two Lives hatte sich Leonard als Dichter und Philologe profilieren können. Neben einigen Bänden mit eigenen Gedichten veröffentlichte er Übersetzungen antiker und mittelalterlicher Autoren, darunter Aesop, Empedokles und Lukrez. Insbesondere seine Nachdichtung des altenglischen Beowulf-Epos war über Jahrzehnte ein Standardtext in amerikanischen Schulen und Universitäten. Zur Cambridge History of English and American Literature, der zu dieser Zeit umfassendsten englisch-amerikanische Literaturgeschichte, steuerte Leonard das Kapitel zu William Cullen Bryant und „minderen Dichtern“ seiner Zeit bei.
1927 veröffentlichte Leonard dann die Autobiografie The Locomotive God, der Versuch einer Autopsychoanalyse. Darin führt er aus, wie ein traumatisches Kindheitserlebnis seine Phobie ausgelöst habe: Im Alter von zwei Jahren war er vom Dampfstrahl einer vorbeifahrenden Lokomotive verbrüht worden. An Leonards Phobie zerbrach schließlich auch seine zweite Ehe (1914–1934) mit Charlotte Charlton. 1935 heiratete er die rund dreißig Jahre jüngere Grace Golden, eine seiner Studentinnen, und verursachte so einen Skandal in Presse und Öffentlichkeit. Auch diese Ehe wurde 1937 geschieden, doch 1940 heiratete das Paar erneut. Leonard starb 1944 in seiner Wohnung in Madison. Seine einst gerühmten Werke sind heute samt und sonders in Vergessenheit geraten.
Seit 1926 war er Mitglied der American Academy of Arts and Letters.

## Werke

### Gedichte und Prosa
- Sonnets and Poems (1906)
- The Poet of Galilee (1909)
- The Vaunt of Man and Other Poems (1912)
- Poems 1914–1916 (1917)
- The Lynching Bee, and Other Poems (1920)
- Two Lives (1922)
- Tutankhamen and After: New Poems (1924)
- The Locomotive God (1927)
- This Midland City (1930)
- A Son of Earth. A Man against Time: An Heroic Dream (1945)

### Dramen
- Glory of the Morning (1912)
- Red Bird, A Drama of Wisconsin History (1923)

### Übersetzungen, Nachdichtungen, philologische Werke
- Byron and Byronism in America (1905)
- Fragments of Empedocles (1908)
- Aesop and Hyssop (1912)
- Titus Lucretius Carus: Of the Nature of Things (1916)
- Beowulf: A New Verse Translation for Fireside and Class Room (1923)
- Gilgamesh: Epic of Old Babylonia (1934)
- Bryant and the Minor Poets. In: The Cambridge History of English and American Literature, Bd. XV. G.P. Putnam’s Sons, New York 1907–1921.